# Gouviá
Gouviá (en grec moderne : Γουβιά) est une ville située sur l'est de l'île de Corfou, en Grèce. Depuis 2019, elle est rattachée au dème de Corfou-Centre et des îles Diapontiques à la suite de la suppression du dème unique de Corfou dans le cadre du programme Clisthène I.
Gouviá se trouve au nord de la ville de Kondókali et au sud de celle de Límni.
La ville se situe dans la petite baie de Gouviá. Celle-ci abrite un ancien arsenal vénitien, qui était à l'époque protégé par un fortin.
C'est dans le port de la ville que, lors de la Première Guerre mondiale entre janvier et avril 1916, l'armée serbe alliée et en déroute provenant d'Albanie trouve refuge après la campagne de Serbie.

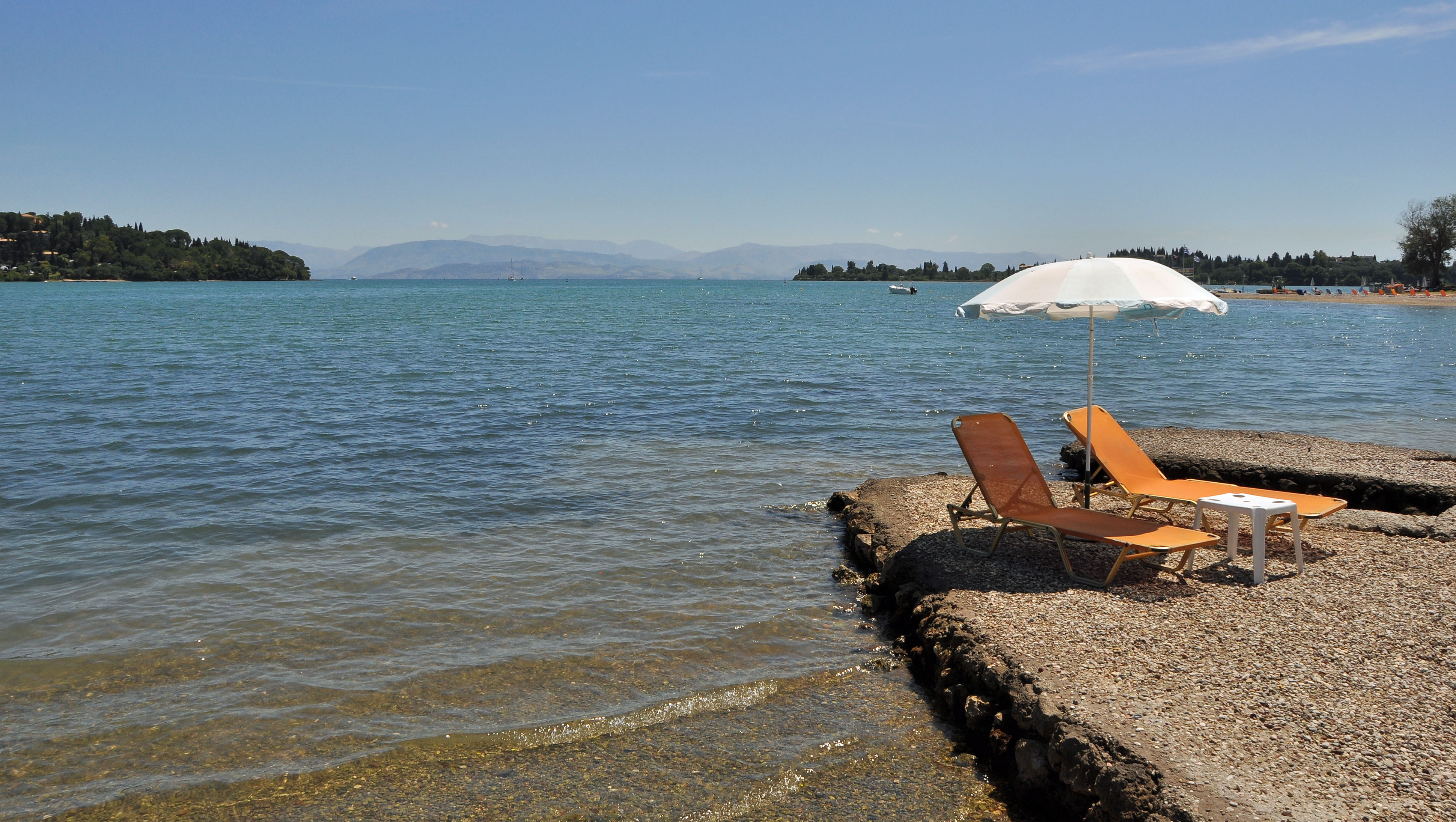
La baie de Gouviá.

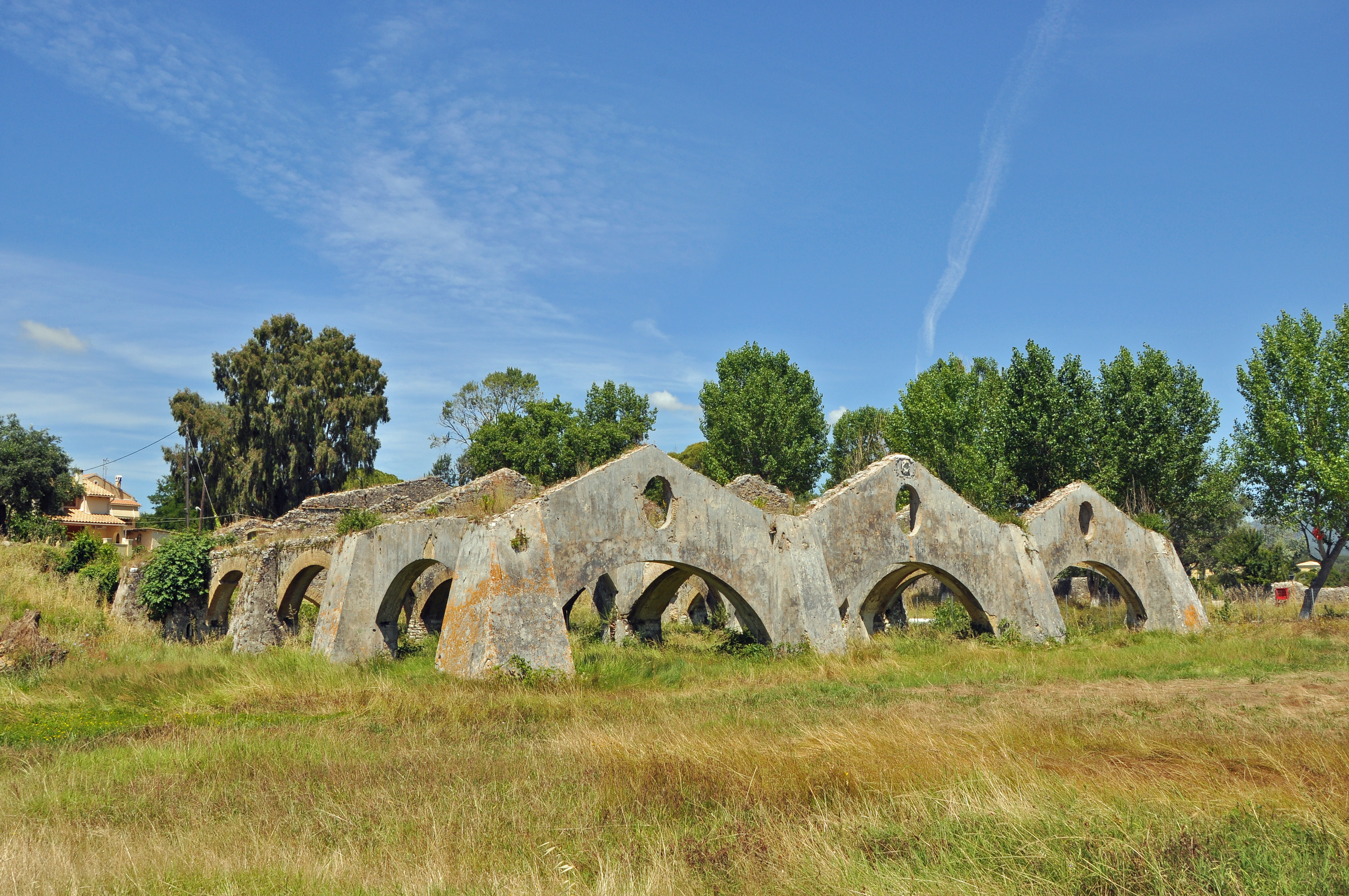
L'arsenal vénitien.